# Waigandshain

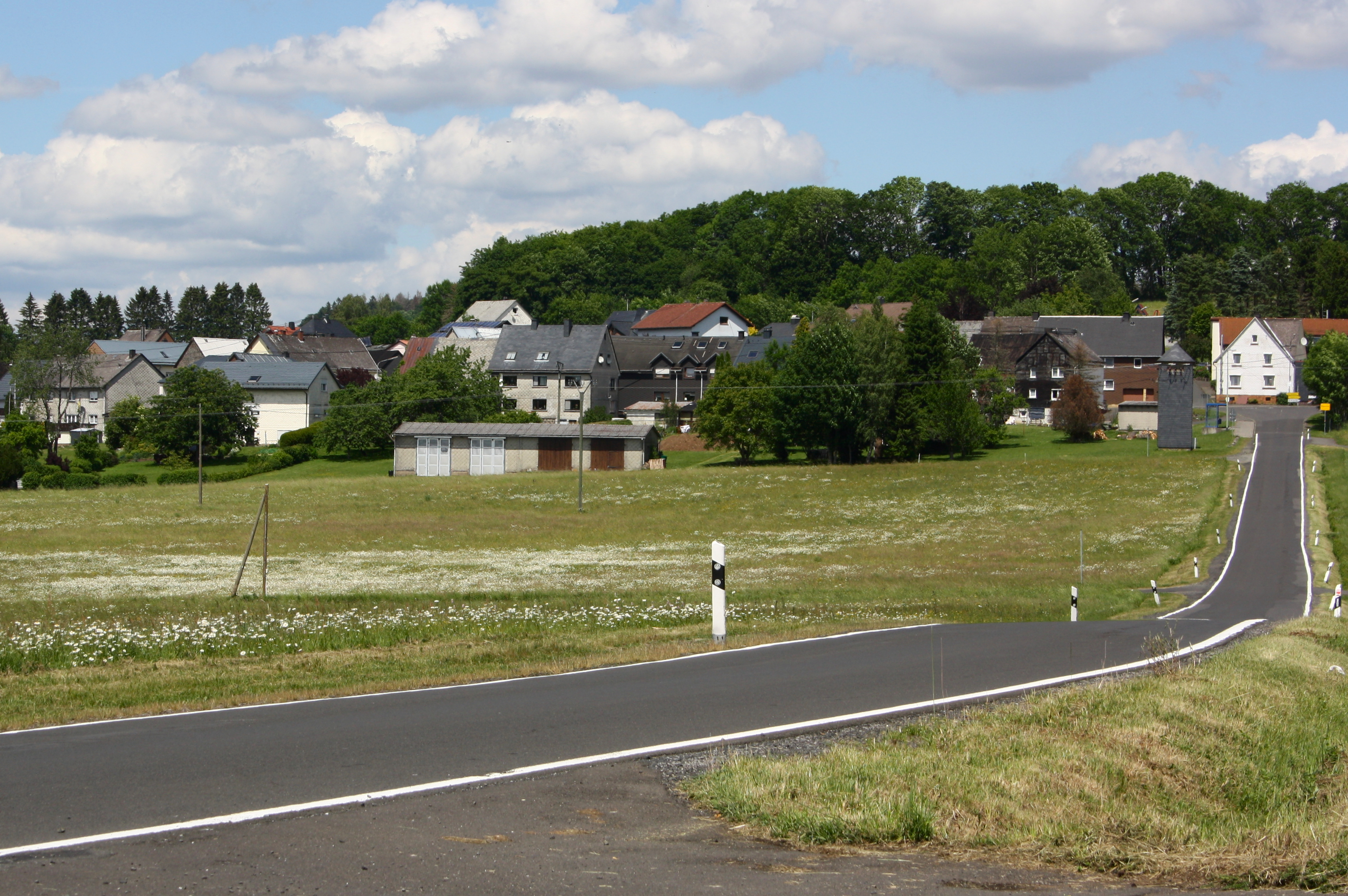
Ansicht von Waigandshain (2020)

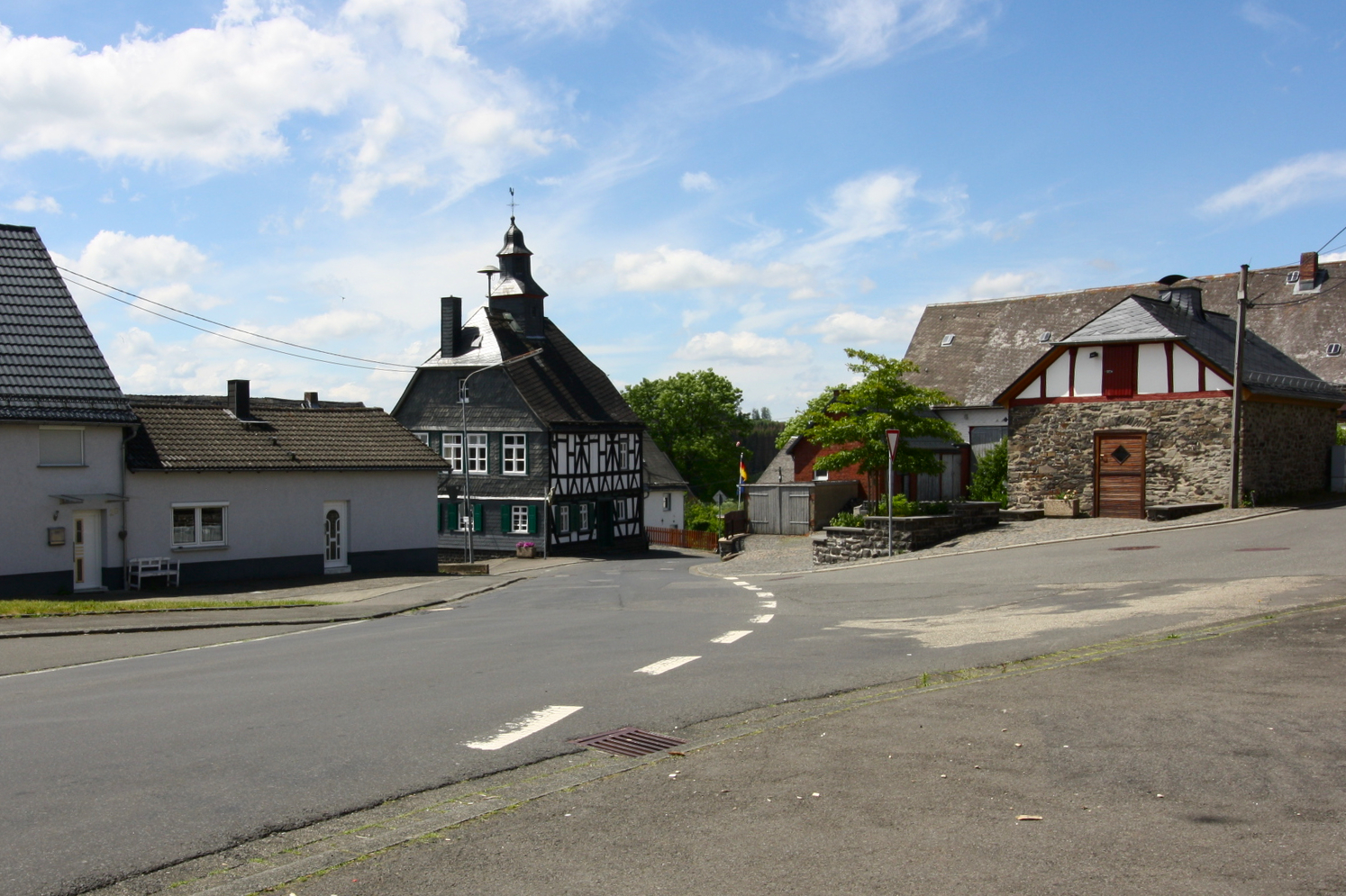
Der Ortskern von Waigandshain (2020)

Waigandshain ist eine Ortsgemeinde im Westerwaldkreis in Rheinland-Pfalz. Sie gehört der Verbandsgemeinde Rennerod an.

## Geographie
Die Gemeinde liegt im Westerwald zwischen Siegen und Limburg, etwa zwei Kilometer südwestlich der Fuchskaute (657,3 m). Die Breitenbachtalsperre liegt im Ortsgebiet. Östlich der Gemeinde erhebt sich der Homberg (635,3 m), westlich der Zellgerberg (550,2 m).
Nachbargemeinden sind Nister-Möhrendorf im Nordwesten, Homberg im Osten und Emmerichenhain im Süden.

## Geschichte
Der Ort wurde im Jahr 1346 als Wiganshen erstmals urkundlich erwähnt. Der Ort war wohl schon seit dem Mittelalter Teil des Kirchspiels Emmerichenhain und mit diesem der Herrschaft zum Westerwald. Eine ältere Kapelle in Waigandshain wird 1570 als ruinös beschrieben. 1749 gründete die Gemeinde eine Schulstiftung und ließ 1752 ein Fachwerkhaus als Kapelle und Schule errichten. Ein gekauftes Schulhaus hatte es bereits zuvor gegeben.
Ein herrschaftlicher Weiher in der Gemarkung wird 1576 erstmals erwähnt und bestand zu diesem Zeitpunkt bereits lange. Kurz nach 1828 fiel er dauerhaft trocken.
Aus dem Jahr 1534 werden für Waigandshain sieben Vogtleute und 5 Nassau-Beilsteiner Eigenleute als Einwohner genannt. 1577 gab es zwölf dienstpflichtige Häuser. 1607 gab es im Ort sieben Mann. Bis 1637 ging die Bevölkerung, wohl wegen des Dreißigjährigen Kriegs, auf drei Mann und eine Witwe zurück. 1643 waren wieder 21 Einwohner vorhanden, 1711 15 Familien. Für 1741 werden 139 Einwohner genannt und 1807 203.

## Kulturdenkmäler
Siehe Liste der Kulturdenkmäler in Waigandshain

## Politik

### Bürgermeister
Jürgen Höppner wurde am 28. Juni 2019 Ortsbürgermeister von Waigandshain. Bei der Direktwahl am 26. Mai 2019 war er mit einem Stimmenanteil von 73,87 % für fünf Jahre gewählt worden. Er wurde im Juni 2024 wiedergewählt.
Höppners Vorgänger Ernst Theo Jung hatte das Amt des Ortsbürgermeisters 30 Jahre ausgeübt.

### Wappen
| Wappen von Waigandshain | Blasonierung: „Spätgotischer Rundschild, über blauem Wellenschildfuß, darin ein goldenes Doppeljoch, gespalten, vorne in Rot ein goldenes Glockentürmchen mit drei Schallfenstern, hinten in Gold ein grüner Zweig mit vier grünen Eichenblättern und drei grünen Eicheln.“ |
| Wappen von Waigandshain | |

## Wirtschaft und Infrastruktur

### Verkehr
- In unmittelbarer Nähe des Ortes kreuzen sich die Bundesstraßen 54, die Limburg an der Lahn mit Siegen verbindet, und 414, die von Hohenroth nach Hachenburg führt.
- Die nächste Autobahnanschlussstelle ist Haiger/Burbach an der A 45 (Dortmund–Aschaffenburg), etwa 16 Kilometer entfernt.
- Der nächstgelegene ICE-Halt ist der Bahnhof Montabaur an der Schnellfahrstrecke Köln–Rhein/Main.

### Ansässige Unternehmen
Die Fuhrländer AG stellte Windenergieanlagen her.

## Persönlichkeiten
- Lutz Lenz (* 1942 in Waigandshain; † 2022), Klassischer Philologe und Hochschullehrer